# Justin Bartha

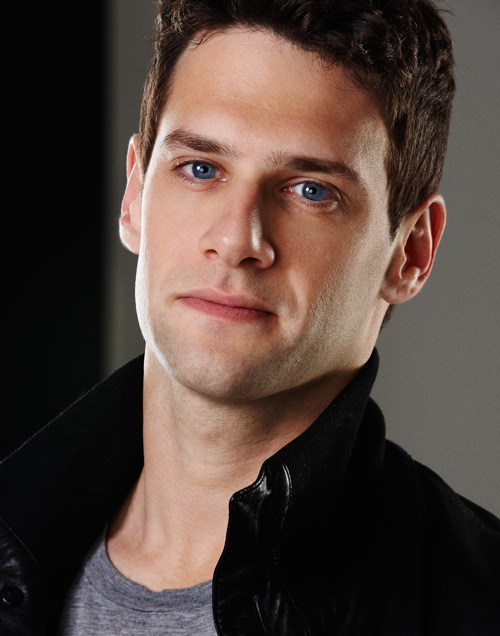
Justin Bartha (2011)

Justin Lee Bartha (* 21. Juli 1978 in Fort Lauderdale, Florida) ist ein US-amerikanischer Schauspieler.

## Leben
Bartha begann 1996 seine Karriere beim Film als Produktionsassistent für die Filmkomödie Reine Nervensache mit Robert De Niro und Billy Crystal. 1999 gab er in dem Kurzfilm Tag von Lucas Howe sein Schauspieldebüt. 2003 schrieb Bartha das Drehbuch und führte Regie bei dem Kurzfilm Highs and Lows. 2004 war er in dem Abenteuerfilm Das Vermächtnis der Tempelritter von Jon Turteltaub zu sehen und trat 2008 auch in dessen Fortsetzung Das Vermächtnis des geheimen Buches auf. 2009 hatte er seinen internationalen Durchbruch mit der Filmkomödie Hangover, zu der 2011 und 2013 die zwei Fortsetzungen Hangover 2 und Hangover 3 folgten.
Er war von 2009 bis 2011 mit Ashley Olsen liiert. Bartha heiratete am 4. Januar 2014 die Pilates-Lehrerin Lia Smith in Oahu, Hawaii. Am 13. April 2014 brachte sie ihre erste Tochter zur Welt. Am 16. April 2016 wurde ihre zweite Tochter geboren.

## Filmografie (Auswahl)

### Filme
- 1999: Tag
- 2003: Carnival Sun
- 2003: Liebe mit Risiko – Gigli (Gigli)
- 2004: Das Vermächtnis der Tempelritter (National Treasure)
- 2005: Liebe ist Nervensache (Trust the Man)
- 2006: Zum Ausziehen verführt (Failure to Launch)
- 2008: Das Vermächtnis des geheimen Buches (National Treasure: Book of Secrets)
- 2009: Lieber verliebt (The Rebound)
- 2009: Hangover (The Hangover)
- 2009: New York, I Love You
- 2009: Shoe at Your Foot
- 2011: Hangover 2 (The Hangover: Part II)
- 2011: Dark Horse
- 2013: Hangover 3 (The Hangover Part III)
- 2016: White Girl
- 2018: Sorry for Your Loss
- 2021: Sweet Girl
- 2024: Nuked

### Serien
- 2006: Teachers
- 2012–2013: The New Normal
- 2017–2020: The Good Fight
- 2021: Godfather of Harlem
- 2021: The Other Two
- 2022: Das Vermächtnis von Montezuma (National Treasure: Edge of History)